# آبي لي كيرشو
آبي لي كيرشو (بالإنجليزية: Abbey Lee Kershaw) (مواليد 12 يونيو 1987) المعروفة مهنيًا كعارضة أزياء، ممثلة وموسيقية أسترالية. بعد عدة سنوات ناجحة في مجال عروض الأزياء، اتجهت إلى التمثيل، حيث لعبت دور "زويا" في فيلم روبن غوثري (2015)، وأدت دور "داغ" في فيلم ماكس المجنون: طريق الغضب (2015). كما جسدت دور الإلهة "أنانت" في فيلم آلهة مصر (2016). في عام 2024، شاركت في فيلم مدينة الأفق: الملحمة الأمريكية – الفصل الأول.

## الأعمال

### أفلام
| السنة | العنوان | الدور   |
| ----- | ------- | ------- |
| 2017  | 1%      | كاترينا |

## روابط خارجية
- آبي لي كيرشو على موقع IMDb (الإنجليزية)
- آبي لي كيرشو على موقع ألو سيني (الفرنسية)
- آبي لي كيرشو على موقع ميوزك برينز (الإنجليزية)
- آبي لي كيرشو على موقع قاعدة بيانات الأفلام السويدية (السويدية)
- آبي لي كيرشو على موقع قاعدة بيانات الفيلم (الإنجليزية)
- آبي لي كيرشو على موقع دليل عارضات الأزياء (الإنجليزية)